# Rauville-la-Bigot
Rauville-la-Bigot település Franciaországban, Manche megyében. Lakosainak száma 1091 fő (2022. január 1.). Rauville-la-Bigot Breuville, Bricquebec-en-Cotentin, Bricquebosq, Brix, Grosville és Sottevast községekkel határos.

## Népesség
A település népessége az elmúlt években az alábbi módon változott:
| Lakosok száma | 663  | 742  | 823  | 1036 | 1183 | 1155 | 1153 | 1116 | 1097 | 1091 |
|               | 1968 | 1982 | 1990 | 2006 | 2013 | 2015 | 2017 | 2019 | 2020 | 2022 |